# Lindenweiher (Vogelschutzgebiet)
Das Gebiet Lindenweiher ist ein 2007 eingerichtetes und mit Verordnung vom 5. Februar 2010 durch das Ministerium für Ernährung und Ländlichen Raum festgelegtes Europäisches Vogelschutzgebiet (Schutzgebietskennung DE-7924-401) im baden-württembergischen Landkreis Biberach in Deutschland.

## Beschreibung
Beschrieben wird das Gebiet Lindenweiher als „künstlich, im 12. Jahrhundert, als man beim Bau einer Burg am nördlichen Ufer des heutigen Sees einen Damm aufschüttete, aufgestauter Weiher im Bereich der Niederterrassenschotter des Rißtales. Der Weiher wird von mehreren Quellseen gespeist, diese sind mit ausgedehnten Schilf- und Waldgürtel umgeben“.

### Lebensraumklassen
|                                                                 |                                                                 |  |      |      |
| Moore, Sümpfe, Uferbewuchs                                      | Moore, Sümpfe, Uferbewuchs                                      |  | 48 % | 48 % |
| Binnengewässer, stehend und fließend                            | Binnengewässer, stehend und fließend                            |  | 50 % | 50 % |
| Melioriertes Grünland                                           | Melioriertes Grünland                                           |  | 1 %  | 1 %  |
| Sonstiges (Städte, Straßen, Deponien, Gruben, Industriegebiete) | Sonstiges (Städte, Straßen, Deponien, Gruben, Industriegebiete) |  | 1 %  | 1 %  |
|                                                                 |                                                                 |  |      |      |

## Lage
Das rund 46 Hektar großen Vogelschutzgebiets Lindenweiher liegt auf einer Höhe von 550 m ü. NN, etwa 2,2 Kilometer südwestlich der Hochdorfer Ortsmitte.

## Schutzzweck
Die gebietsbezogenen Erhaltungsziele sind je nach Art unterschiedlich beschrieben:

### Rohrweihe(Circus aeruginosus)

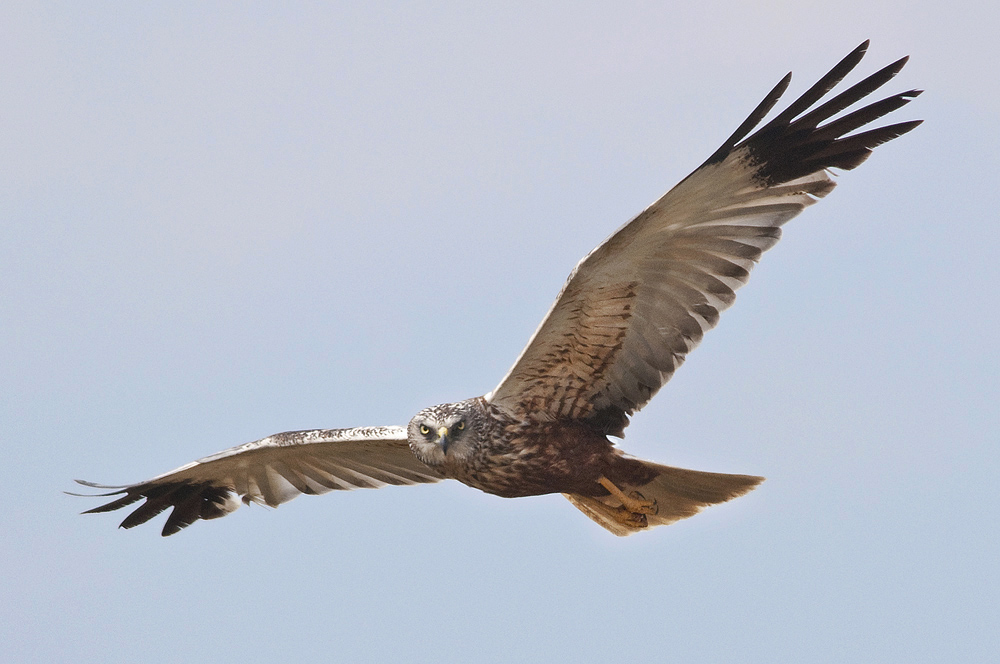
Rohrweihe

Erhaltung der Verlandungszonen, Röhrichte und Großseggenriede, der Feuchtwiesenkomplexe, insbesondere mit Streuwiesen oder extensiv genutzten Nasswiesen, der Lebensräume ohne Gefahrenquellen wie nicht vogelsichere Freileitungen und Windkraftanlagen, Erhaltung von Gras- und Staudensäumen, von Sekundärlebensräumen wie aufgelassene Abbaustätten mit vorgenannten Lebensstätten sowie Erhaltung störungsfreier oder zumindest störungsarmer Fortpflanzungsstätten während der Fortpflanzungszeit vom 15. März bis zum 15. September.

### Wasserralle(Rallus aquaticus)

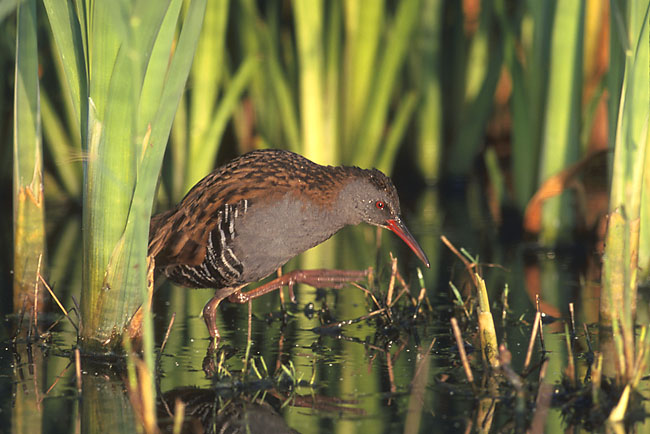
Wasserralle

Erhaltung der stehenden Gewässer mit Flachwasserzonen, der Fließgewässerabschnitte und Wassergräben mit deckungsreicher Ufervegetation, der Riede und Moore mit zumindest kleinen offenen Wasserflächen, der deckungsreichen Verlandungsbereiche mit flach überfluteten Röhrichten, Großseggenrieden und Ufergebüschen, der Lebensräume ohne Gefahrenquellen wie Freileitungen, Erhaltung von Sekundärlebensräumen wie aufgelassene Abbaustätten mit vorgenannten Lebensstätten sowie Erhaltung störungsfreier oder zumindest störungsarmer Fortpflanzungsstätten während der Fortpflanzungszeit (15. März bis 15. September).

### Zwergtaucher(Tachybaptus ruficollis)

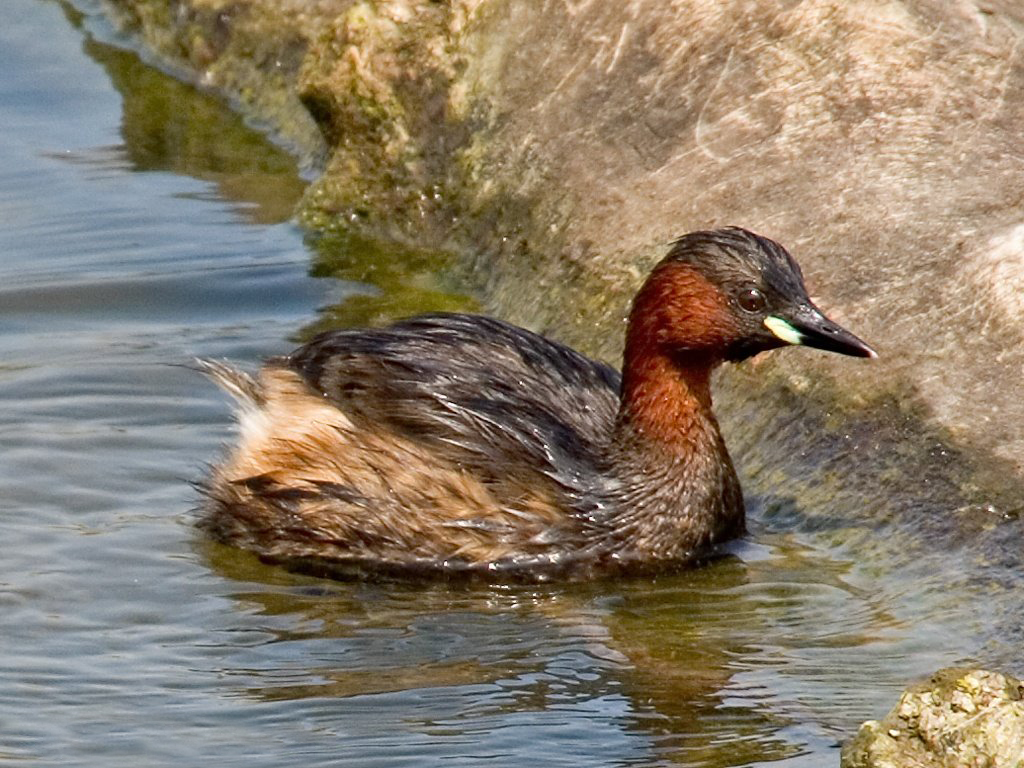
Zwergtaucher

Erhaltung der zumindest stellenweise deckungsreichen Stillgewässer, Feuchtwiesengräben, langsam fließenden Bäche und Wiesengräben, Verlandungszonen mit Röhrichten wie Schilf-, Rohrkolben-, Wasserschwaden- oder Rohrglanzgrasbestände, Erhaltung einer Wasserqualität, die gute Sichtbedingungen für den Beutefang gewährleistet, Erhaltung von Sekundärlebensräumen wie aufgelassene Torfstiche mit vorgenannten Lebensstätten sowie Erhaltung störungsfreier oder zumindest störungsarmer Fortpflanzungsstätten während der Fortpflanzungszeit (15. Februar bis 15. September).